# 朱依纯
朱依纯， 复旦大学基础医学院生理与病理生理学系教授，主要从事天然植物有效成份对心血管系统的作用及其机制、心肌细胞凋亡机制及干预新途径等方面的研究工作。入选中华人民共和国教育部2008年度"长江学者"特聘教授。曾获得中国教育部自然科学奖二等奖。